# Манифест философии
«Манифест философии» (фр. Manifeste pour la philosophie, букв.: «Манифест за философию») — текст, написанный французским философом Аленом Бадью в 1989 году, в котором в сжатой форме изложены идеи изданной годом ранее работы «Бытие и событие», считающейся его главным произведением. Критическая программа представлена наряду с позитивной в 11 небольших главах.

### Основные идеи
Основной тезис манифеста: философия не порождает истин, а лишь оперирует ими. Истины же предоставляются ей (философии) четырьмя ее «условиями», или «родовыми процедурами»: матемой (др. греч. μάθημα — знание, наука), поэмой, политическим изобретением и любовью. Таким образом, всякая истина либо научна, либо художественна, либо политична, либо любовна; задача философии же — обеспечить определенную конфигурацию их общей совозможности. На этой совозможности, согласно Бадью и строится здание нововременной философии.

Согласно «Манифесту», для функционирования философии необходимо равноправие или совозможность всех четырех ее родовых условий, что, согласно тексту, в истории философии происходило редко: в ту или иную эпоху происходило смещение в сторону господства какого-либо одного условия, блокирующего необходимую для переходного режима между процедурами свободу. 
«Чаще всего причиной подобной блокировки служит то, что, вместо того чтобы установить некое пространство совозможности, через которое осуществляется мышление того или иного времени, философия передает свои функции одному из своих условий; она целиком препоручает все мышление одной родовой процедуре. Философия свершается тогда в стихии своего собственного подавления в пользу этой процедуры»
Такие ситуации перепоручения мышления одной из истинностных процедур названы Бадью «швами».
Так, XIX век, начиная с Гегеля и заканчивая Ницше, находился во власти «позитивистского» шва, подшившего философию к ее научному условию, который и по сей день господствует в академической англосаксонской философии. Позднее, «позитивистский» шов скрестился со швом политическим — марксистским. Реакцией на такое положение дел, согласно Бадью, стал поэтический шов, «пророком» которого стал Ницше, и который затем поднял на знамя Хайдеггер. Такая «зашитость» философии привела к периоду, названному Бадью «веком поэтов», когда поэтический шов, в условиях господства научного и политического швов, взял на себя некоторые функции философии, «когда стихотворение раскрыло и удержало поколебленный смысл этого времени, форму, самого открытого доступа к вопросу о бытии, […] когда загадка эпохи была включена в загадку поэтической метафоры, когда сама расшатанность спаялась в „как“ образа». Завершившийся, как на том настаивает автор, век поэтов (к которому принадлежали Гельдерлин, Малларме, Рембо, Тракль, Пессоа, Мандельштам и Целан) все же оставил шов-поэму в наследство грядущему веку.
Избавиться от власти вышеназванных швов и произвести понятийную конфигурацию, способную собрать вместе родовые процедуры, утверждает Бадью, и составляет первоочередную задачу современной философии.